# Учение вознесённых владык
Учение вознесёных владык (англ. Ascended Master Teachings; также Учение владык мудрости) — оккультное учение, основу которого составляют тексты заявленные как послания вознесённых владык (владык мудрости). Ими в учении называют духовных учителей человечества всех времён, которые ныне действуют со своего вознесенного состояния. Наиболее известными деятелями, которые публиковали послания от имени вознесенных владык, являются Г. Баллард, Д. Иннесент, Марк Профет и Элизабет Профет. Религиозные организации ими созданные (движение «Я есмь», Мост свободы, Вершинный маяк, Церковь вселенская и торжествующая) в соответствии с современной классификацией относят к новым религиозным движениям, группе нью-эйдж. В самом же учении его позиционируют как вневременную мудрость, которая выражалась раньше через различные религии, будучи адаптированной к конкретному времени, людям и их уровню духовного развития, а ныне, соответственно явленная в форме, которая наиболее отвечает нынешним способностям и потребностям человечества.

## Название
Термин «вознесённый владыка» (Ascended master) впервые был использован Бэрдом Т. Сполдингом в 1924 году в его серии книг «Жизнь и учения мастеров Дальнего Востока». Положение о Вознесенных Владыках стало центральным в деятельности Гая Балларда (1930—1939 гг.) и было им широко распространено. Сама же концепции «Вознесенных Владык», хотя и с несколько отличающимся названием «Учителя мудрости» берёт начало из теософской традиции.

Согласно с данной концепцией, вознесённые владыки – это духовно развитые личности, которые раньше воплощались в земных телах, но более не вовлечены в циклы реинкарнации, то есть достигли вознесения. Со своего вознесенного состояния они ныне коллективно координируют и поддерживают духовное развитие человечества.

Термин «владыки» основан на положении о 7 лучах. Согласно с ним существует 7 основных качеств Абсолюта, через которые он выражается в мире формы (сила, мудрость, любовь и т.д.), и они символизируются 7 лучами светового спектра (от розового до фиолетового). Тот кто в совершенстве овладел хотя бы одним из этих 7 божественных качеств, становится владыкой (также встречается название «мастер»).

## История
История учения вознесённых владык тесно связана с деятельностью тех людей, которые заявляли, что получают послания от вознесенных владык. Каждый из них имел определённый период активной деятельности, основывал определённые организации, которые, как правило, существуют доныне. Соответственно последователи этого, данного в разное время через разных посланников, учения хотя и объединены практически одинаковыми положениями учения, но разделены организационно.

### Предпосылки возникновения
Религиозные организации, принадлежащие к учению вознесённых владык, классифицируются исследователями как выходцы из теософской традиции. Соответственно предпосылки возникновения Учения закладывались ещё через деятельность Елены Блаватской. В 1851 г. в Гайд-парке (Лондон), как утверждала сама Блаватская, она впервые встретилась с индусом раджпутом Морией. В разговоре Мория сообщил ей, что потребуется её участие в работе которую он собирается совершить. В 1875 году Блаватская основала Теософское общество. В конце 1880-х написала и опубликовала основной труд – «Тайную доктрину». Последователями утверждается что её настоящими авторами были Мория, Кут Хуми и Джвал Кул, которые телепатически надиктовали «Тайную доктрину» Блаватской.

### Гай Баллард
Оформление учения в его нынешней форме произошло через деятельность Гая Балларда. Баллард в начале 30-х годов посетил гору Шаста (северная Калифорния), где, по его утверждению, он встретил человека, который представился как Сен-Жермен, один из вознесённых владык. Как результат встречи и дальнейшего сотрудничества Баллард издал 3 книги, в которых подробно описал свой мистический опыт, основал вместе со своей женой Эдной Баллард движение «Я есмь» и периодически публиковал новые послания от имени Сен-Жермена и других вознесённых владык в издании «Голос «Я есмь»». Г. Баллард развил активную деятельность в США, которая достигла своего пика незадолго до его внезапной смерти в 1939 году. Общее количество людей, которые посетили его лекции, превышает миллион человек.

### Джеральдин Иннесент
Джеральдин Иннесент была членом движения «Я есмь». В 1944 году, через несколько лет после смерти Г. Балларда, она начала утверждать, что с ней связался вознесённый владыка Эль Мория и начал её подготовку в качестве посланника. В 1951 году Д. Иннесент начала публиковать послания от имени Вознесенных Владык, которые нашли определённых отклик у последователей движения «Я есмь», но её деятельность не была одобрена лидером Движения, Эдной Баллард. В середине 1950-х годов Д. Иннесент основывает собственную религиозную организацию «Мост свободы» (англ. Bridge to Freedom), которая продолжила свою деятельность и после её смерти в 1961 году

### Марк Профет и Элизабет Клэр Профет
Марк Профет был следующим, кто начал получать и публиковать послания от имени вознесённых владык. В 1958 году он основал религиозную организацию Summit Lighthouse (Вершинный маяк). В 1964 году его жена Элизабет Профет также начинает публично получать послания вознесенных владык. После смерти Марка Профета в 1973 году она продолжила деятельность организации, дав ей новое название «Церковь вселенская и торжествующая». Элизабет развивает активную деятельность: осуществляет длительный тур с лекциями по территории США, основывает учебные центры, участвует в общенациональных телепрограммах, издает книги. В 2000 году из-за проблем со здоровьем (болезнь Альцгеймера) она покидает пост духовного лидера организации.

## Учение

### Основы Учения
Выделяются 3 основных закона: закон кармы, закон реинкарнации и нравственный закон.

#### Закон кармы
В Учении утверждается, что закон кармы – это основополагающий закон этой Вселенной. Что бы мы ни делали, это будет иметь последствия и это обозначается термином «карма». То, что мы совершили в прошлом, проявляет себя в настоящем. То, что мы делаем сейчас, будет иметь последствия в будущем, в том числе в следующих воплощениях.

Раскрывается представление о карме как о энергии. Человек черпает энергию от Бога, пропускает её через себя и своими мыслями, чувствами, делами преображает её, формируя в результате положительную или негативную карму, которая накапливается и пребывает в самом человеке как энергия с определёнными характеристиками.

#### Закон реинкарнации
Закон реинкарнации рассматривается как закон развития. Соответственно сами перевоплощения выступают как благо, которое позволяет исправить прошлые неправильные поступки, осознать свою истинную природу и постепенно реализовать свой духовный потенциал в мире формы. С этой точки зрения то, что называется человеческой жизнью, представляет собой не больше чем один день в существовании истинной духовной сущности человека.

Утверждается, что через процесс перевоплощения проходит не физическое тело, не эмоциональная природа и не разум. То что проходит через процесс перевоплощения, находится над всеми этими аспектами индивидуума.

#### Нравственный закон
Нравственный закон направлен на то, чтобы человек преодолел свою эгоистичность и проявил божественную природу. Для этого даются принципы поведения основанные на богоцентричной модели мира в противовес безнравственному поведению основанному на эгоцентризме.
Провозглашается единство нравственных принципов всех религий, исходя из того, что всякая истинная религия имеет своей основой стремление утвердить божественную часть человеческого естества и искоренить эгоистическую.

### Духовные практики
Утверждается, что главной духовной практикой является совершение правильных выборов в жизненных ситуациях. Правильный выбор приближает человека к Богу, неправильный – отдаляет. Все остальные практики являются вспомогательными.

В Учении используются как традиционные, присущие многим религиям  практики (молитва, медитация, мантры, йога, духовные песнопения, чтение духовных текстов), так и специфические для Учения вознесенных владык (призывы к «Я Есмь Присутствию» и веления фиолетового пламени):
- молитва.

Практикуются разные виды молитвы. Основной – молитва как общение со своим «Я Христа». Утверждается, что, достигнув общения с Христом в себе, человек получает возможность общения со всеми вознесенными владыками, так как все они пребывают в единстве с Христом.
- медитация.

Она рассматривается как сосредоточение на Боге с конечной целью – пребыванием в Боге.
- призывы к «Я Есмь Присутствию».

Утверждается, что человек, который пребывает в достаточной степени единства с Богом, имеет возможность использовать призыв «Я Есмь». То есть провозглашать от имени божественной части своего естества.
- веления фиолетового пламени.

Заявлено как мощное средство, которое позволяет полностью растворить (сжечь) записи негативных поступков как отдельных людей, так и всего человечества. Таким образом исчезает необходимость проходить через тяжелые последствия прошлых неправильных поступков и открывается более легкий путь для духовного роста. Утверждается, что ныне возможность воспользоваться данной практикой ограничена из-за злоупотребления ею.

### Дополнительные положения Учения

#### Строение Вселенной
Вселенная является эманацией Бога. Всё, что её составляет – это божественная энергия, которая вибрирует на разных частотах. Видимый мир (физический план) соответствует самой низкой допустимой частоте. Рядом с физическим планом находится астральный план. Астральные тела людей (чувства, желания) имеют его средой своего существования. Дальше идет ментальный план, где пребывают созданные мыслями формы. Кроме порождений человеческих, астральный и ментальный планы населены собственными существами, которые обладают пластичными и высокоэнергетическими формами. Эти планы (астральный и ментальный) внутренне расслоены, и существа, которые их населяют, различаются по высоте пребывания и, соответственно, исполненности светом – от довольно низких и темных до высоких и исполненных светом. За ментальным существуют более высокие планы. Они являются местом пребывания вознесенных владык.

#### Строение человека
Строение человека подобно матрешке. Выделяются 7 составных частей человека:
- Я Есмь Присутствие
- Я Христа
- каузальное тело
- эфирное тело
- ментальное тело[англ.]
- астральное тело
- физическое тело[25][48]

Эти тела связаны между собой системой энергетических центров (чакр), основные из которых расположены вдоль позвоночника.

#### Космическая иерархия
Иерархия света пронизывает всю структуру мира. Она представляет собой иерархию сущностей, которые пребывают на различных эволюционных ступенях. Иерархи, находящиеся на более высоких ступенях, не сверхъестественны. Они прошли долгий путь духовного развития, реализовали свою божественную сущность и теперь помогают выполнить эту задачу остальным. В критические периоды развития человечества великие иерархи приходят в воплощение и приносят людям утраченную истину. К таким иерархам причисляют основателей религий, философских учений, общественных реформаторов.

Утверждается, что в данный период, из-за крайней отдаленности человечества от Бога, воплощение владык практически невозможно. Поэтому используется институт посланничества. Посланники не являются совершенными людьми. Они те, кто наделен доверием представлять интересы Братства на физическом плане.

## Цитаты
1. ↑  Каждый поступок, который вы совершаете не в соответствии с Волей Бога, приводит к тому, что Божественная Энергия, которой вы пользуетесь постоянно и без которой вы просто не смогли бы существовать, окрашивается этим вашим несовершенным действием. И чем более несовершенное действие вы совершаете, тем более низкие вибрации приобретает Божественная Энергия. Эта энергия никуда не девается, она сохраняется в вашей ауре, в ваших эмоциональном, ментальном и эфирном телах.[23] Далее вступает в силу закон подобия. Ложно квалифицированная энергия, которая постоянно сопутствует вам в жизни, притягивает к вам те жизненные ситуации, которые вам необходимо пройти, чтобы усвоить урок и поступить в этой ситуации не в соответствии с вашей волей, а в соответствии с Волей Бога.[24]
2. ↑  Рано или поздно наступит день, когда человек победит животное внутри него самого, победит свои страсти, победит своё эго и даст возможность Духу принять полное господство над собой. И человек не будет более низшим человеком, смесью животного и человека. Зверь будет усмирён, и человек станет подобен Богу.

Животный человек должен уступить место Божественному человеку. Плотский ум должен уступить место Божественному разуму. И это произойдёт. Потому что искра и пламя в вас не дадут вам покоя до тех пор, пока этого не произойдёт. Вы будете метаться, вы будете искать. Вы будете стремиться найти в физическом мире то состояние нирваны, которое помнит частица Высших Существ в вас. Вы будете искать это состояние повсюду на Земле. И вы не найдёте его на физическом плане.[31]
3. ↑  В момент, когда вы притягиваете дополнительный поток Божественной энергии во время чтения велений, вы управляете этим потоком через ваши мысли и чувства. И если в момент поступления этой дополнительной энергии ваши мысли и чувства не отличаются чистотой и Божественным совершенством, то вместо того чтобы трансмутировать кармические завалы в ваших четырёх нижних телах, вы добавляете к этим завалам ту энергию, которую вы ложно квалифицировали в момент чтения велений фиолетового пламени. И, таким образом, вместо отработки кармы вы создаёте новую карму.
Вы не думали в момент чтения велений об избавлении от своего эго, своего несовершенства, а вы думали о том, что бы получить от Бога взамен за ваши многочасовые бдения. Хуже того, вы допускали мысли осуждения своих братьев. Поэтому диспенсация фиолетового пламени в настоящее время действует избирательно.[24]

### Официальные сайты
- Г. Баллард (Движение «Я Есьмь») (англ.)
- Д. Иннесент (Мост свободы) (англ.)
- Марк и Элизабет Профет (англ.)
- https://www.tslrussia.org/ (рус.)

### Полезные ссылки
- Г. Баллард (Движение «Я Есьмь») - история деятельности. (англ.)
- Д. Иннесент (Мост свободы) - история деятельности. (англ.)
- Марк и Элизабет Профет (Вершинный Маяк) - история деятельности. (англ.)